# 森田俊介 (官僚)

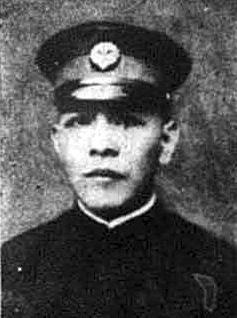
森田俊介（1934年頃）

森田 俊介（もりた しゅんすけ、1899年（明治32年）12月27日 - 1980年（昭和55年）10月6日）は、日本の台湾総督府・厚生官僚。台中州知事。

## 経歴
福岡県鞍手郡若宮村（現宮若市）で森田栄介の長男として生まれる。第七高等学校造士館を経て、1924年3月、東京帝国大学法学部政治学科を卒業。同年5月、台湾総督府に入り、同属・内務局配属となる。同年11月、高等試験行政科試験に合格。
以後、内務局地方課配属、地方理事官・台中州大屯郡守、地方警視・台北州警務課長、警務局警務課配属などを経て、1929年12月、警視・警務局理蕃課長に就任。在任中に霧社事件が起こり、その対応に当たった。さらに、警務局衛生課長、同局警務課長、新竹州内務部長、台北州内務部長、文教局学務課長、台中州知事、文教局長などを歴任し、鉱工局長として終戦を迎えた。
終戦処理に当り、一時中華民国に留用されるが、留用解除後の1946年3月末に帰国し広島県大竹港に上陸した。その後、台湾総督府の残務整理に携わり、さらに復員庁官房長として陸海軍人の復員業務、掃海事業を担い、1948年6月、厚生事務官として退官した。
退官後は、1953年（昭和28年）の第3回参議院議員通常選挙に全国区から緑風会公認で立候補したが落選した。日本遺族更生連盟（現日本遺族会）事務局長、財団法人台湾協会理事などを務めた。

## 著作
- 『影を追うて : 森田俊介歌集』森田俊介、1974年。
- 『台湾の霧社事件 : 真相と背景』伸共社、1976年。
- 『内台五十年 : 回想と随筆』伸共社、1979年。